# Marcy Walker
Marcy Walker (Paducah (Kentucky), 26 november 1961) is een Amerikaans actrice die in Nederland vooral bekend is geworden door haar rol van Eden Capwell in de soapserie "Santa Barbara". Ze speelde deze rol van oktober 1984 tot augustus 1991.
Vanwege het werk van haar vader groeide Marcy op in verschillende Amerikaanse staten. Ze verbleef met haar familie zelfs een tijdje in Zwitserland en Iran.
In 1981 maakte Marcy haar soapdebuut in de soap "All My Children". Voor de rol van Liza Colby werd ze twee keer genomineerd voor een Emmy. In 1984 nam ze een groot risico door over te stappen naar "Santa Barbara", een nieuwe soap. Dankzij de samenwerking met acteur Adolph Martinez, die haar echtgenoot Cruz Castillo speelde, werd Marcy nog populairder. In 1989 kreeg ze zelfs een Emmy voor haar rol.
Marcy heeft een zoon, Taylor, die tijdens haar jaren bij "Santa Barbara" werd geboren (in 1989). Ze was eigenlijk van plan om de serie te verlaten, maar besloot te blijven vanwege haar zwangerschap.
In 1991 verliet ze "Santa Barbara" voor een rol in de kortlopende televisieserie "Palace Guard". In de jaren 90 was ze ook te zien in "Guiding Light" en "All My Children". Desondanks gaf ze in interviews toe dat de rol van Eden haar het dierbaarst is gebleven.
Inmiddels heeft Marcy het vak de rug toegekeerd. Na een aantal huwelijken lijkt ze met haar huidige man het geluk te hebben gevonden.
- Bibliothèque nationale de France: cb13942292g (data)
- International Standard Name Identifier: 0000 0000 0881 0500
- Virtual International Authority File: 201245